# Koppartjärnen, Lappland
Koppartjärnen är en sjö i Jokkmokks kommun i Lappland och ingår i Piteälvens huvudavrinningsområde. Sjön har en area på 0,0677 kvadratkilometer och ligger 432,1 meter över havet. Koppartjärnen ligger i Kronogård Natura 2000-område.

## Delavrinningsområde
Koppartjärnen ingår i det delavrinningsområde (736356-167246) som SMHI kallar för Mynnar i Vitbäcken. Medelhöjden är 459 meter över havet och ytan är 15,92 kvadratkilometer. Det finns inga avrinningsområden uppströms utan avrinningsområdet är högsta punkten. Vattendraget som avvattnar avrinningsområdet har biflödesordning 4, vilket innebär att vattnet flödar genom totalt 4 vattendrag innan det når havet efter 154 kilometer. Avrinningsområdet består mestadels av skog (81 procent) och sankmarker (16 procent). Avrinningsområdet har 0,45 kvadratkilometer vattenytor vilket ger det en sjöprocent på 2,8 procent.